# 茂原市
茂原市（もばらし）は、千葉県の東部に位置する市。
都市雇用圏における東京都市圏であり、茂原商圏を形成する準商業中心都市。地方拠点都市に指定されている。

## 概要
1891年（明治24年）、大多喜町において醤油醸造業者である山崎屋太田卯八郎によって南関東ガス田が発見され、近代産業が発展した。南関東ガス田としての天然ガス可採埋蔵量は3,685億m³であり、天然ガス生産量日本一と知られる資源都市である。それに伴い、市内には数多くの関係企業が立地している。
東京駅まで約1時間（特急列車）、圏央道で成田空港、羽田空港へも約1時間で着く。古い街道筋にあり、交通、商業の要衝として栄えた。市中心部は外房線沿線、特に茂原駅周辺に住宅地や商店街が立ち並び千葉県東部（外房エリア）における人口・交通・商業・産業の集積の場となっている。
関東三大七夕祭りの一つ茂原七夕まつりは、関東地方の夏祭りとしては有数の規模であり、来場者数は約82万人を記録している。
第二次世界大戦中、茂原海軍飛行場が建設、運用されていて、掩体壕も20基ほど建設され、今でも10基が現存している。これは日本一の保存数である。また、三井化学茂原工場脇の1000m道路は、当時の滑走路の名残である。戦前、茂原に国際空港を作る計画があったが、戦争と共に中止され、代わりに海軍飛行場ができた。戦後、海軍飛行場が自衛隊基地等に転換されるのを恐れ、市が飛行場を破壊した。

## 地理
千葉県東部ほぼ中央に位置し、県庁所在地である千葉市から約25キロメートルの距離である。東京都の都心から50 - 60キロメートル圏内である。なお、東京国際空港や神奈川県からは東京湾アクアライン若しくは東京湾フェリーを利用した場合が移動距離の短縮となる。都市雇用圏における東京都市圏に含まれ、千葉市への通勤率は12.0%（平成22年国勢調査）。

### 市域
- 面積99.92平方キロメートル
- 東西11.7キロメートル
- 南北13.1キロメートル

面積は100.01平方キロメートルとされていたが、国土地理院が計測の基礎となる地図を電子国土基本図に切り替えたことにより、99.92平方キロメートルに変更された。

### 地形
市の大部分は九十九里平野であり、市西部の山地は房総丘陵によって形成されている。標高は、南東部の低地で海抜約8メートルから9メートルの高さ、市街地は11メートル前後であり、西部の大部分が20メートルから100メートルで前後で最高点117.7メートルである。
当市や九十九里沿岸地域では表層の地下水や天然ガスかん水の汲み上げなどの人為的な要因による地盤沈下が問題となっており、最大10センチメートル前後の沈下がみられた。そのため、千葉県では天然ガス採取企業と「地盤沈下防止協定」を締結し地盤沈下防止対策がとられている。

### 気候
年間平均気温は16℃前後、年間降水量は約1,700ミリメートル前後。夏場は内陸部を中心に千葉県内では特に気温が上がり、猛暑日になる日も珍しくない。2013年（平成25年）8月11日には、千葉県内で歴代2番目の高さとなる39.9℃を観測している。
| 茂原（1991年 - 2020年）の気候      | 茂原（1991年 - 2020年）の気候 | 茂原（1991年 - 2020年）の気候 | 茂原（1991年 - 2020年）の気候 | 茂原（1991年 - 2020年）の気候 | 茂原（1991年 - 2020年）の気候 | 茂原（1991年 - 2020年）の気候 | 茂原（1991年 - 2020年）の気候 | 茂原（1991年 - 2020年）の気候 | 茂原（1991年 - 2020年）の気候 | 茂原（1991年 - 2020年）の気候 | 茂原（1991年 - 2020年）の気候 | 茂原（1991年 - 2020年）の気候 | 茂原（1991年 - 2020年）の気候 |
| 月                                 | 1月                           | 2月                           | 3月                           | 4月                           | 5月                           | 6月                           | 7月                           | 8月                           | 9月                           | 10月                          | 11月                          | 12月                          | 年                            |
| ---------------------------------- | ----------------------------- | ----------------------------- | ----------------------------- | ----------------------------- | ----------------------------- | ----------------------------- | ----------------------------- | ----------------------------- | ----------------------------- | ----------------------------- | ----------------------------- | ----------------------------- | ----------------------------- |
| 最高気温記録 °C （°F）             | 21.5 (70.7)                   | 25.7 (78.3)                   | 26.8 (80.2)                   | 29.8 (85.6)                   | 34.9 (94.8)                   | 36.8 (98.2)                   | 37.9 (100.2)                  | 39.9 (103.8)                  | 38.3 (100.9)                  | 34.0 (93.2)                   | 27.4 (81.3)                   | 25.2 (77.4)                   | 39.9 (103.8)                  |
| 平均最高気温 °C （°F）             | 10.7 (51.3)                   | 11.2 (52.2)                   | 14.3 (57.7)                   | 19.1 (66.4)                   | 23.2 (73.8)                   | 25.7 (78.3)                   | 29.9 (85.8)                   | 31.5 (88.7)                   | 27.8 (82)                     | 22.6 (72.7)                   | 17.9 (64.2)                   | 13.1 (55.6)                   | 20.6 (69.1)                   |
| 日平均気温 °C （°F）               | 5.2 (41.4)                    | 6.0 (42.8)                    | 9.3 (48.7)                    | 14.1 (57.4)                   | 18.4 (65.1)                   | 21.5 (70.7)                   | 25.4 (77.7)                   | 26.8 (80.2)                   | 23.4 (74.1)                   | 18.1 (64.6)                   | 12.8 (55)                     | 7.7 (45.9)                    | 15.7 (60.3)                   |
| 平均最低気温 °C （°F）             | 0.3 (32.5)                    | 1.1 (34)                      | 4.3 (39.7)                    | 9.2 (48.6)                    | 14.0 (57.2)                   | 18.0 (64.4)                   | 22.0 (71.6)                   | 23.3 (73.9)                   | 20.0 (68)                     | 14.3 (57.7)                   | 8.3 (46.9)                    | 2.8 (37)                      | 11.5 (52.7)                   |
| 最低気温記録 °C （°F）             | −7.4 (18.7)                   | −7.8 (18)                     | −3.4 (25.9)                   | −1.2 (29.8)                   | 5.0 (41)                      | 9.7 (49.5)                    | 14.0 (57.2)                   | 15.6 (60.1)                   | 9.8 (49.6)                    | 2.8 (37)                      | −1.0 (30.2)                   | −5.3 (22.5)                   | −7.8 (18)                     |
| 降水量 mm （inch）                 | 85.1 (3.35)                   | 75.2 (2.961)                  | 140.6 (5.535)                 | 131.8 (5.189)                 | 142.7 (5.618)                 | 181.1 (7.13)                  | 144.5 (5.689)                 | 107.7 (4.24)                  | 229.5 (9.035)                 | 265.3 (10.445)                | 107.7 (4.24)                  | 74.4 (2.929)                  | 1,683.6 (66.283)              |
| 平均降水日数 （≥1.0 mm）           | 6.3                           | 6.9                           | 11.1                          | 10.7                          | 10.1                          | 11.6                          | 9.7                           | 7.4                           | 11.2                          | 11.8                          | 8.9                           | 6.6                           | 111.2                         |
| 平均月間日照時間                   | 181.5                         | 161.0                         | 163.1                         | 175.6                         | 179.6                         | 130.1                         | 164.6                         | 200.1                         | 137.7                         | 126.0                         | 144.1                         | 163.6                         | 1,925.4                       |
| 出典1：Japan Meteorological Agency |                               |                               |                               |                               |                               |                               |                               |                               |                               |                               |                               |                               |                               |
| 出典2：気象庁                      |                               |                               |                               |                               |                               |                               |                               |                               |                               |                               |                               |                               |                               |

### 隣接する自治体・行政区
8つの自治体と隣接する。
- 千葉市（緑区）
- 市原市
- 大網白里市
- 長生郡
  - 長柄町
  - 睦沢町
  - 長南町
  - 長生村
  - 白子町

## 歴史

### 地名の由来
茂原の地名は、平安時代に藤原黒麻呂（貴族）によって拓かれた荘園（藻原荘）に由来しているとされ、字の通り湿地が多く「藻原」が、江戸時代に現在の「茂原」という文字に変わったと言われている。

### 年表
- 1952年（昭和27年）4月1日 長生郡茂原町、東郷村、豊田村、二宮本郷村、鶴枝村、五郷村が合併し、人口3万3,217人の茂原市（初代）が誕生する（千葉県下で10番目の市制施行）。
- 1953年（昭和28年）6月 汚染された水道水による集団食中毒事件が発生、茂原下痢症と命名される。
- 1954年（昭和29年）市主催の打上花火により、市内鷲巣の鷲山寺の本堂が焼失。
- 1955年（昭和30年）4月1日 長生郡長南町大字須田の一部を編入。
- 1972年（昭和47年）5月1日 長生郡本納町と合併し、改めて茂原市を新設。
- 1990年（平成2年）12月11日 茂原市高師地区、萩原町地区、上林地区、長尾地区で竜巻が発生（茂原竜巻）。58世帯が全壊、148世帯が半壊する甚大な被害が出る。藤田スケールF3と推測される。
- 1995年（平成7年）3月1日 長生郡睦沢町川島字目黒を編入。現在の市域となる。
- 2013年（平成25年）台風26号の影響により河川や貯水池が氾濫。茂原地区、八千代地区、鷲巣地区、中の島地区など多数の地区で被害を受けた。
- 2019年（令和元年）10月25日 千葉県内を襲った豪雨により市内を流れる豊田川、一宮川、阿久川が氾濫。茂原地区、八千代地区、早野地区、本納地区などの多数の地区で被害を受けた[11][12][13]。
- 2023年（令和5年）9月8日 台風13号の影響により河川や貯水池が氾濫。多数の地区で被害を受けた[14][15]。2019年に発生した豪雨を上回った[15]。

## 人口
2000年の国勢調査で9万3779人を記録して以降は減少傾向にある。2021年の人口は約8万6000人。
| |                                        |  |
| 茂原市と全国の年齢別人口分布（2005年） | 茂原市の年齢・男女別人口分布（2005年） |  |
| ■紫色 ― 茂原市 ■緑色 ― 日本全国 | ■青色 ― 男性 ■赤色 ― 女性              |  |
| 茂原市（に相当する地域）の人口の推移 \| 1970年（昭和45年） \| 58,203人 \| \| \| 1975年（昭和50年） \| 64,942人 \| \| \| 1980年（昭和55年） \| 71,521人 \| \| \| 1985年（昭和60年） \| 76,929人 \| \| \| 1990年（平成2年） \| 83,437人 \| \| \| 1995年（平成7年） \| 91,664人 \| \| \| 2000年（平成12年） \| 93,779人 \| \| \| 2005年（平成17年） \| 93,260人 \| \| \| 2010年（平成22年） \| 93,015人 \| \| \| 2015年（平成27年） \| 89,688人 \| \| \| 2020年（令和2年） \| 86,782人 \| \| |                                        |  |
| 総務省統計局 国勢調査より |                                        |  |
| 1970年（昭和45年） | 58,203人                               |  |
| 1975年（昭和50年） | 64,942人                               |  |
| 1980年（昭和55年） | 71,521人                               |  |
| 1985年（昭和60年） | 76,929人                               |  |
| 1990年（平成2年） | 83,437人                               |  |
| 1995年（平成7年） | 91,664人                               |  |
| 2000年（平成12年） | 93,779人                               |  |
| 2005年（平成17年） | 93,260人                               |  |
| 2010年（平成22年） | 93,015人                               |  |
| 2015年（平成27年） | 89,688人                               |  |
| 2020年（令和2年） | 86,782人                               |  |

## 行政

### 市長
- 松本紋四郎（1952年 - 1968年）
- 吉野正一（1968年[16] - 1976年）
- 篠田彦兵衛（1976年 - 1980年）
- 吉野正一（1980年 - 1988年4月）
- 石井常雄（1988年4月 - 2008年5月20日）
- 田中豊彦（2008年5月21日 - 2024年5月20日 ）
- 市原淳（2024年5月21日 - ）

### 役所
- 茂原市役所
- 茂原市役所本納支所
- 茂原地方合同庁舎（茂原税務署・茂原公共職業安定所）
- 千葉地方法務局茂原支局
- 千葉県長生合同庁舎

### 警察・消防・司法
- 長生郡市広域市町村圏組合消防本部
- 長生郡市広域市町村圏組合消防本部 中央消防署本納分署
- 茂原警察署

### 合併計画
2003年-2004年の合併計画
2003年8月20日、茂原市と一宮町・睦沢町・長生村・白子町・長柄町・長南町の1市5町1村の長生郡市の広域合併を目指して法定協議会が設置された。
その後16回にわたって開催された合併協議会の中で、合併基本4項目のうち「合併方式は新設合併」「新市名は『長生市』」「事務所の位置は現行の茂原市役所」と3つまで決定しながら、具体的な合併期日を決定することができなかった。
当市の2004年9月定例議会において、合併期日の度重なる継続協議に進展が見られないことを理由に、全会一致で合併協議会離脱を決議。長生郡市合併協議会は同年12月24日をもって廃止が決定された。
2006年-2007年の合併計画
- 2006年3月以降 - 7市町村の首長、議長による合同会議が開催。
- 2007年4月10日 - 長生郡市合併協議会（法定協議会）が設置。
- 2007年6月 - 新市名を公募、7月10日の長生郡市合併協議会（第6回）にて「茂原市」と決定。
- 2007年8月10日 - 長生村が協議会からの離脱を表明。他市町が長生村抜きでの協議会継続に難色を示したため、協議会は休止。予定されていた協議項目については、この時点ですべて協議が終了していた。
- 2008年3月 - 長生郡市合併協議会を廃止。

### 不祥事
茂原下痢症
1953年6月26日、汚水が水源に流れ込んだこと、また、上水道の浄化装置が稼働しなかったことにより水道水が汚染され、市内の約7000人に下痢に苦しんだ。後に、茂原下痢症と命名された。
打上花火鷲山寺焼失事件
1954年、市主催の花火大会で、花火が市内の鷲山寺に落下、本堂が焼失した。

## 議会

### 千葉県議会
- 選挙区：茂原市選挙区
- 定数：2人
- 投票日：2023年4月9日
- 当日有権者数：74,347人
- 投票率：39.01％

| 候補者名   | 当落 | 年齢 | 所属党派   | 新旧別 | 得票数  |
| ---------- | ---- | ---- | ---------- | ------ | ------- |
| 市原淳     | 当   | 46   | 自由民主党 | 現     | 9,925票 |
| 西ケ谷正士 | 当   | 67   | 無所属     | 新     | 8,497票 |
| 向後研二   | 落   | 49   | 自由民主党 | 新     | 5,923票 |
| 三橋弘明   | 落   | 70   | 無所属     | 新     | 4,117票 |

### 衆議院
- 選挙区：千葉11区（茂原市、東金市、勝浦市、山武市、いすみ市、大網白里市、山武郡（芝山町、九十九里町、横芝光町の旧横芝町域）、長生郡、夷隅郡）
- 任期：2021年10月31日 - 2025年10月30日
- 当日有権者数：351,570人
- 投票率：51.38％

| 当落 | 候補者名 | 年齢 | 所属党派     | 新旧別 | 得票数    | 重複 |
| ---- | -------- | ---- | ------------ | ------ | --------- | ---- |
| 当   | 森英介   | 73   | 自由民主党   | 前     | 110,538票 |      |
|      | 椎名史明 | 64   | 日本共産党   | 新     | 30,557票  |      |
| 比当 | 多ケ谷亮 | 52   | れいわ新選組 | 新     | 30,432票  | ○    |

## 経済

### 第一次産業

#### 農業
当市は農業が盛んで市北部、西部を中心に農地が広がっており、ほとんどが田畑で形成されている。
しかし近年は従事者の高齢化や後継者不足に悩まされている。
- 米
- ネギ(本納ネギ)
- 玉ねぎ(白子玉ねぎ)

#### 鉱業
茂原市は南関東ガス田に含まれ、市内全域で天然ガスの掘削が行われている。
また、過去には天然ガスの産出量が日本一であった。
- 天然ガス（ヨウ素）

千葉県全体のヨウ素生産量は世界全体の約40%を占める。

### 第二次産業
当市は第二次世界大戦後に理研真空管工業が日立製作所（日立）に買収され、日立本体が進出したのを皮切りに、海軍飛行場跡地に三井東圧化学などの天然ガスの関連企業が多く進出し工業都市となった。特にバルブの成型等に天然ガスを利用する真空管やブラウン管の製造工場（日立、双葉電子工業、東京真空管など）が立地した。一時期は日立や東芝、パナソニックなどの日本の大手メーカーが進出する工業集積地となっていたが、2000年代に入ってからの相次ぐ撤退や、三井化学の一部関連企業の撤退により税収や人口が減少した。しかし近年、沢井製薬や横河ブリッジ、ジャパンディスプレイ、JOLEDなどの誘致に成功し、工業都市として回復している。

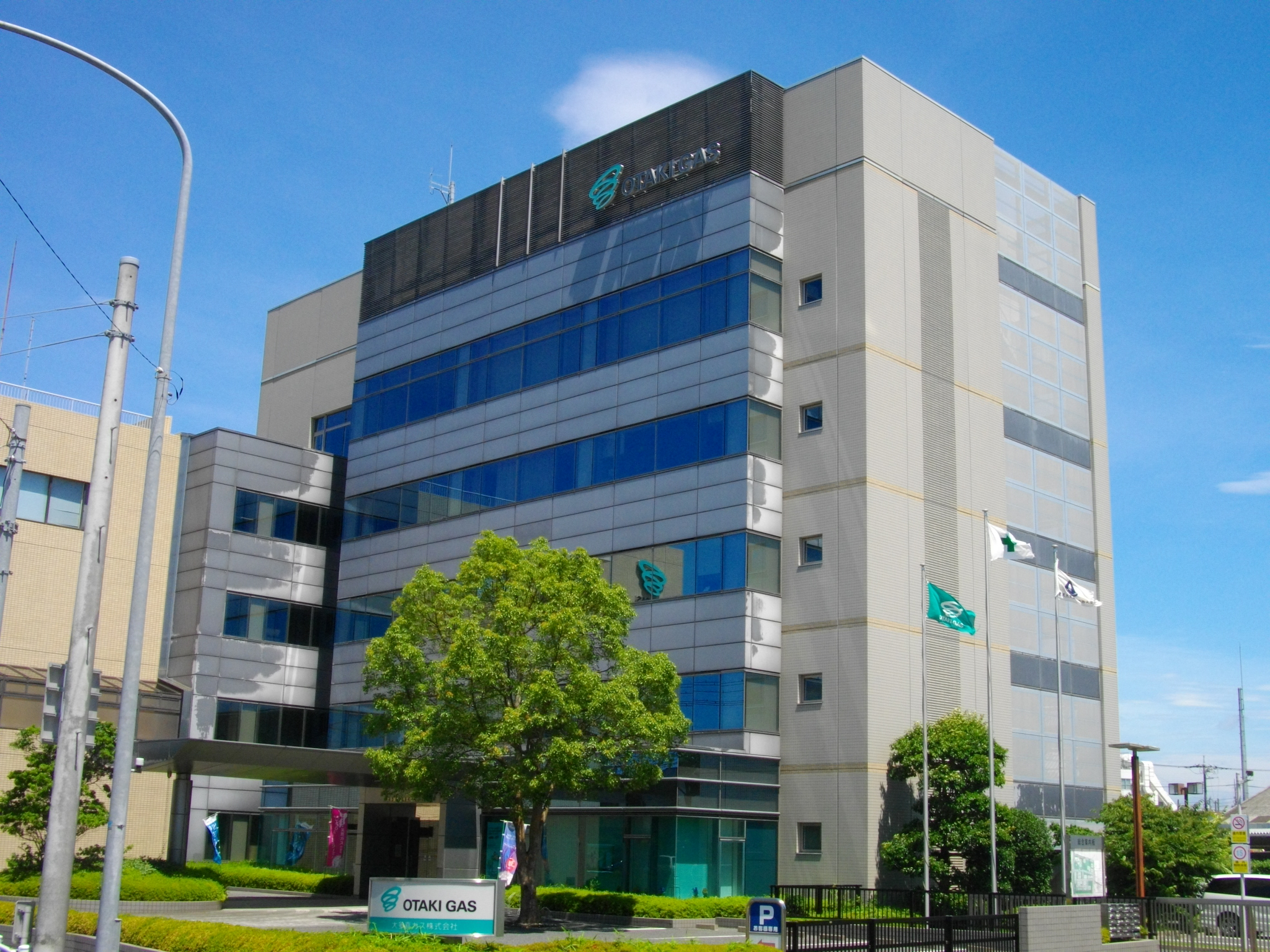
K&Oエナジー本社
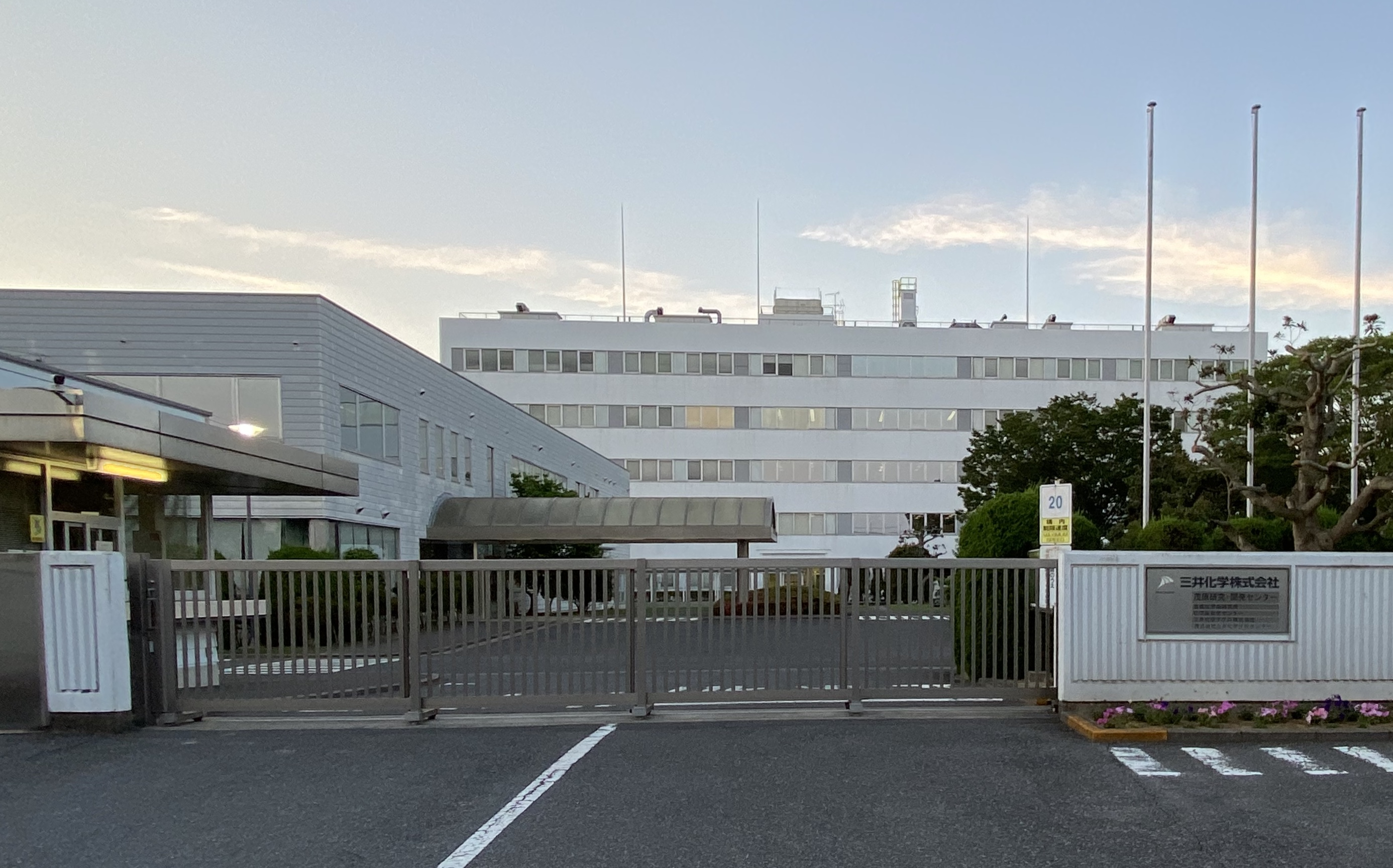
三井化学アグロ茂原研究所
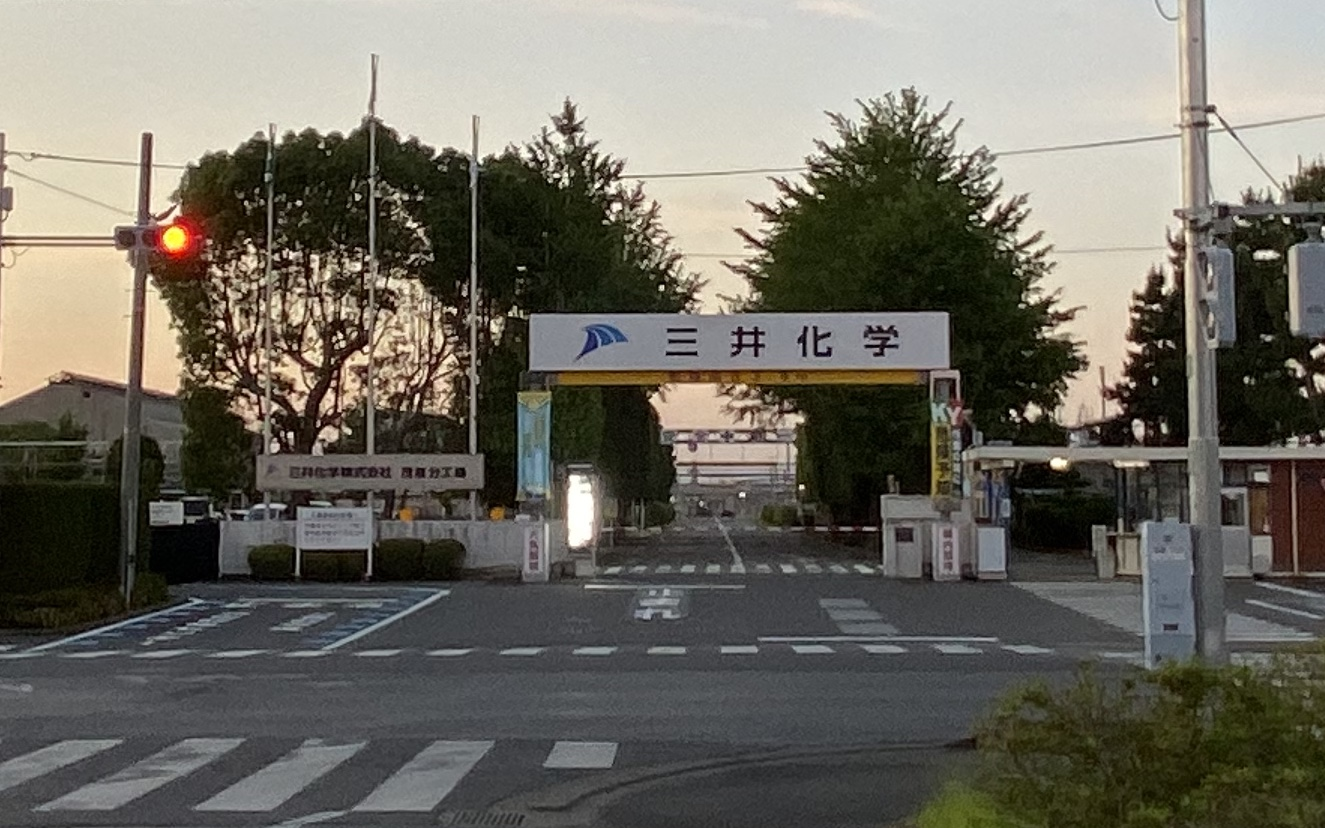
三井化学茂原分工場正門

#### 本社所在上場企業
- 双葉電子工業（東証プライム）
- K&Oエナジーグループ（東証プライム）

#### 主な本社所在企業
- 関東天然瓦斯開発
- 大多喜ガス
- TOTOハイリビング
- ドレイコ（香山醸造所）
- ハジー技研
- 大昌建設
- 京葉ロジコ
- ハヤシ (茂原市の企業)
- 房総信用組合

#### 主な工場
- ジャパンディスプレイ茂原工場（旧 日立製作所茂原工場）
- 沢井製薬関東工場
- 三井化学茂原分工場
- ダスキン千葉東工場
- 東洋インキSCホールディングス(トーヨーカラー)茂原工場
- 横河ブリッジ茂原工場
- トヨタ自動車茂原新車整備工場

#### 工業団地
- 茂原工業団地
- 茂原にいはる工業団地

#### 発電所
- 東京ガスコルザパワー茂原パワーステーション

### 第三次産業
茂原商圏を形成する準商業中心都市。過去には千葉県5大商圏の1つ「茂原商圏」を形成しており、長生郡やいすみ市、大網白里市を含んでいる。千葉県東部（外房）と千葉県南部（南房総）の商業中心都市となっていた。
当市の主な商業中心地は茂原駅前と国道128号線や茂原街道沿いであり、駅前にはイオン茂原店（旧扇屋ジャスコ、現在は建て替え工事中）茂原三越、茂原そごう（現：南総サンヴェルプラザ）などの百貨店型施設や中層小型ビル連立しており、道路沿いは、大型ロードサイド店舗やモール型ショッピングセンターが立地している。

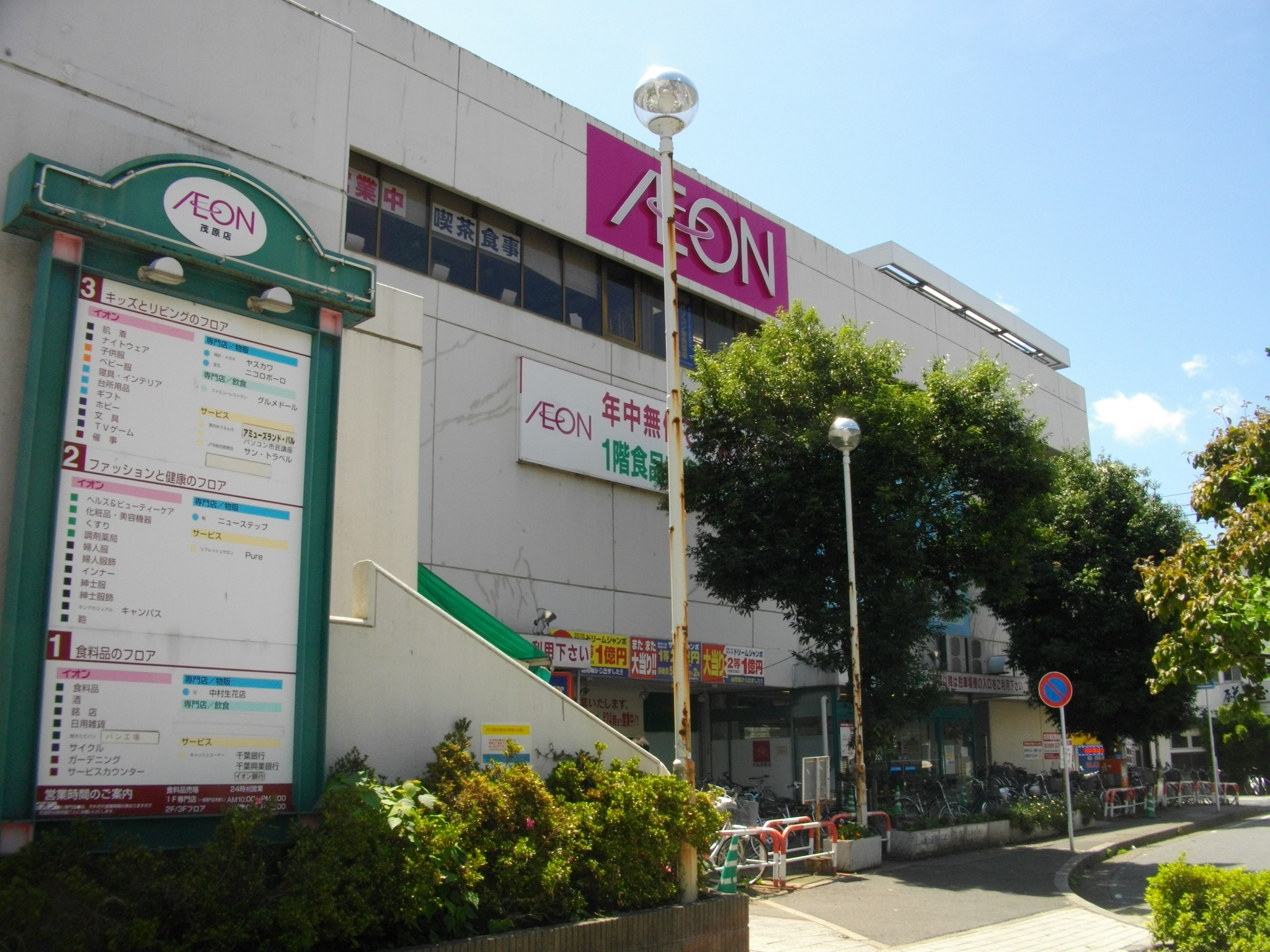
イオン茂原店
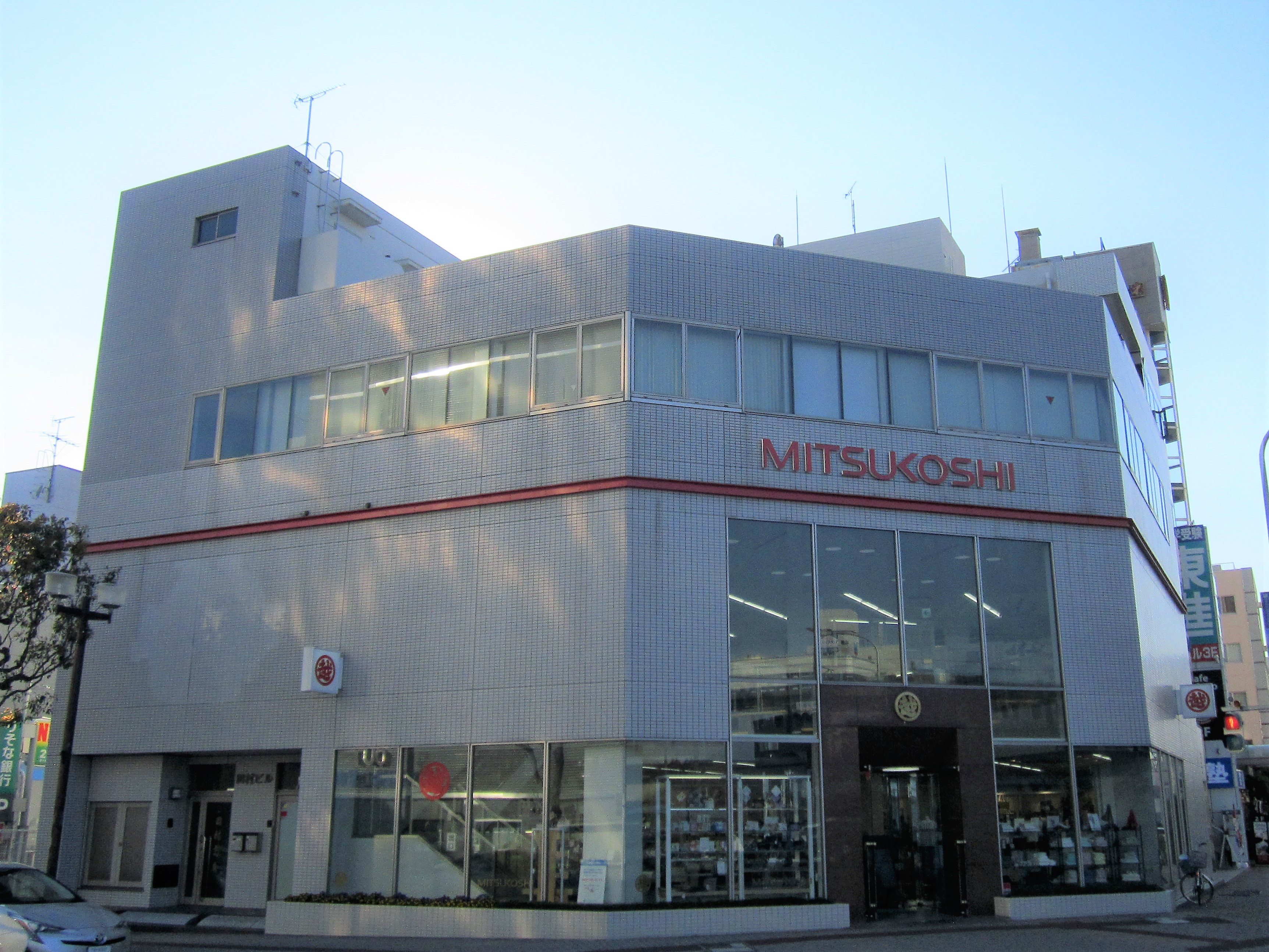
茂原三越
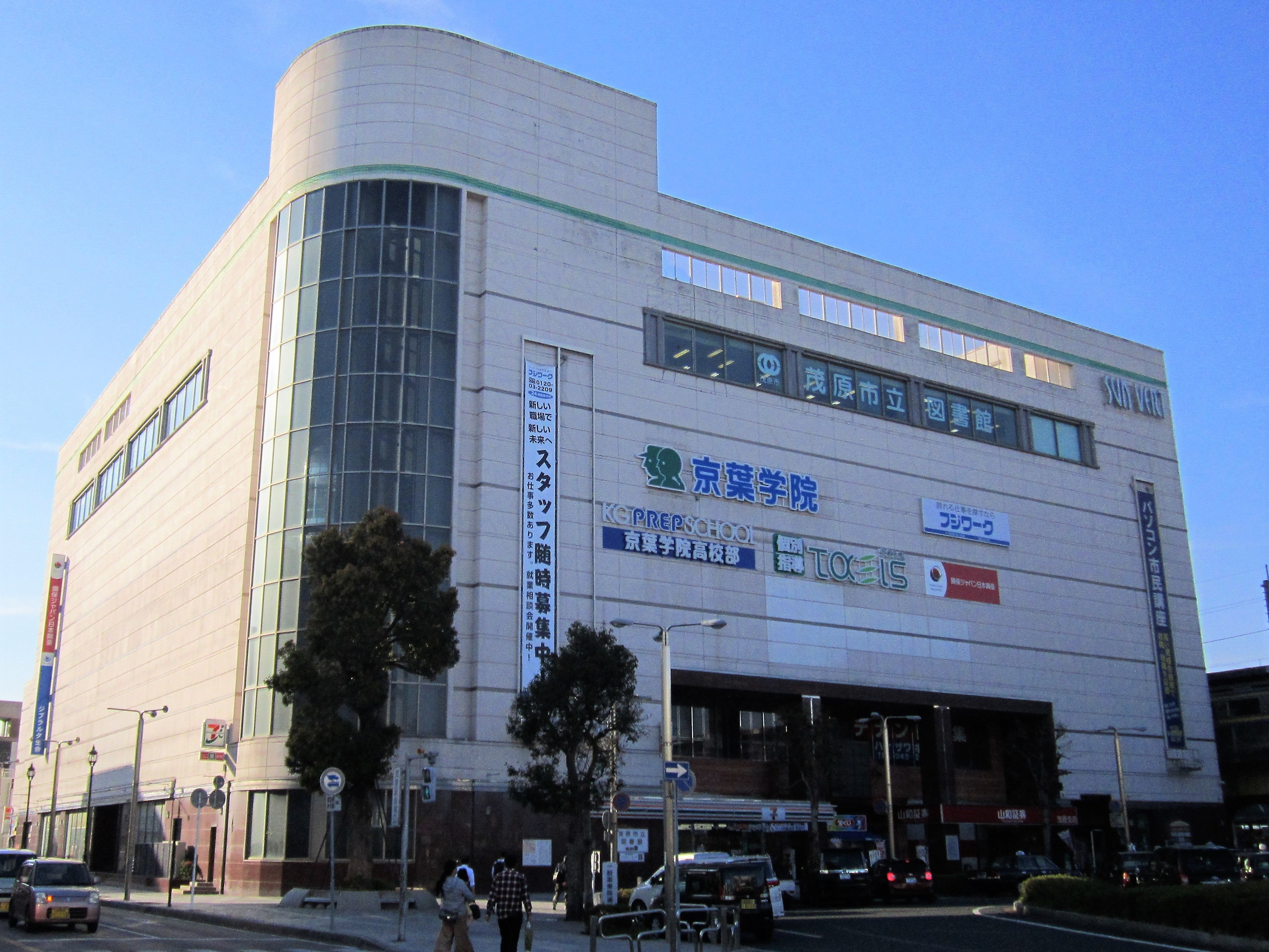
南総サンヴェルプラザ
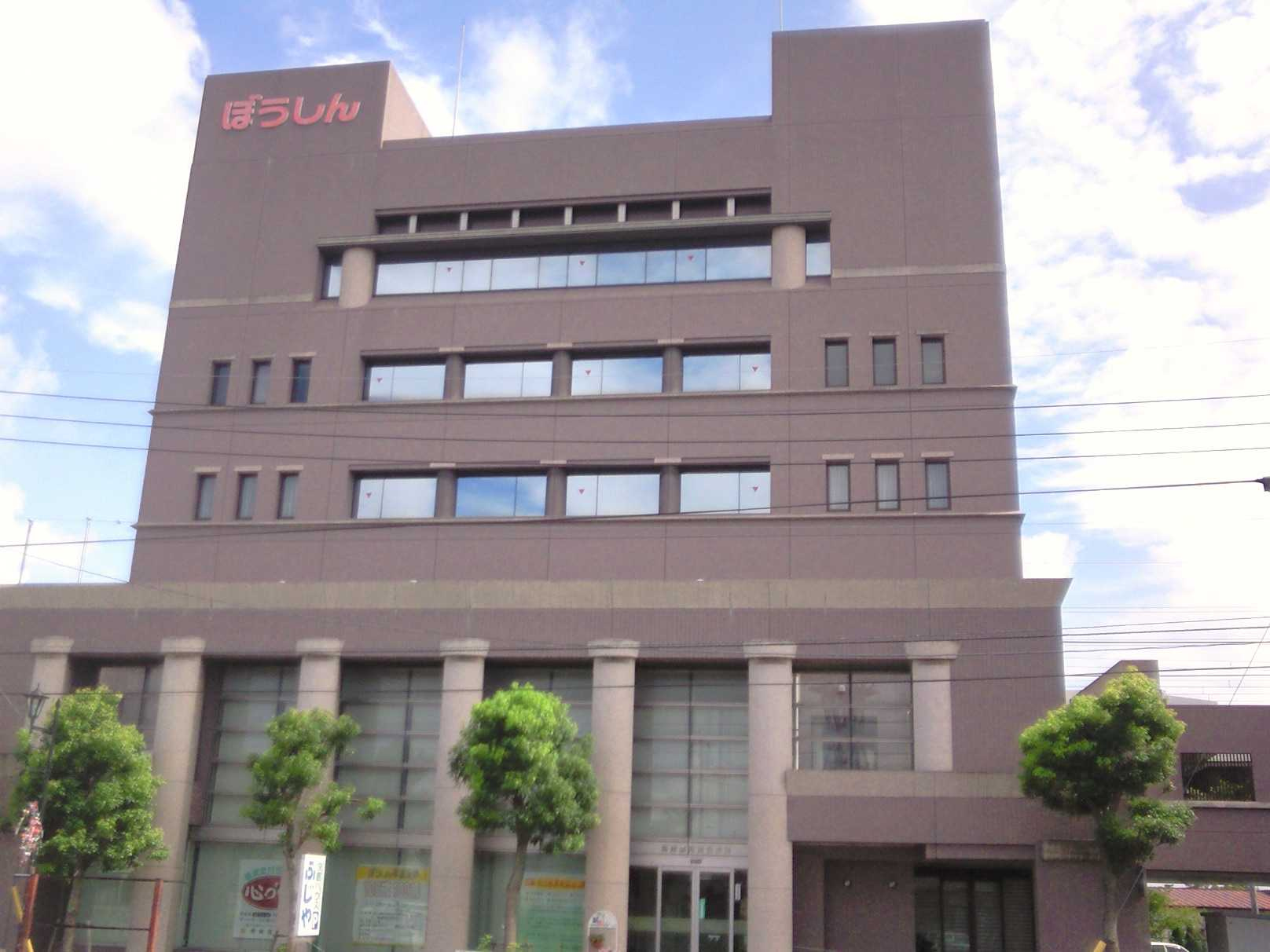
房総信用組合本部
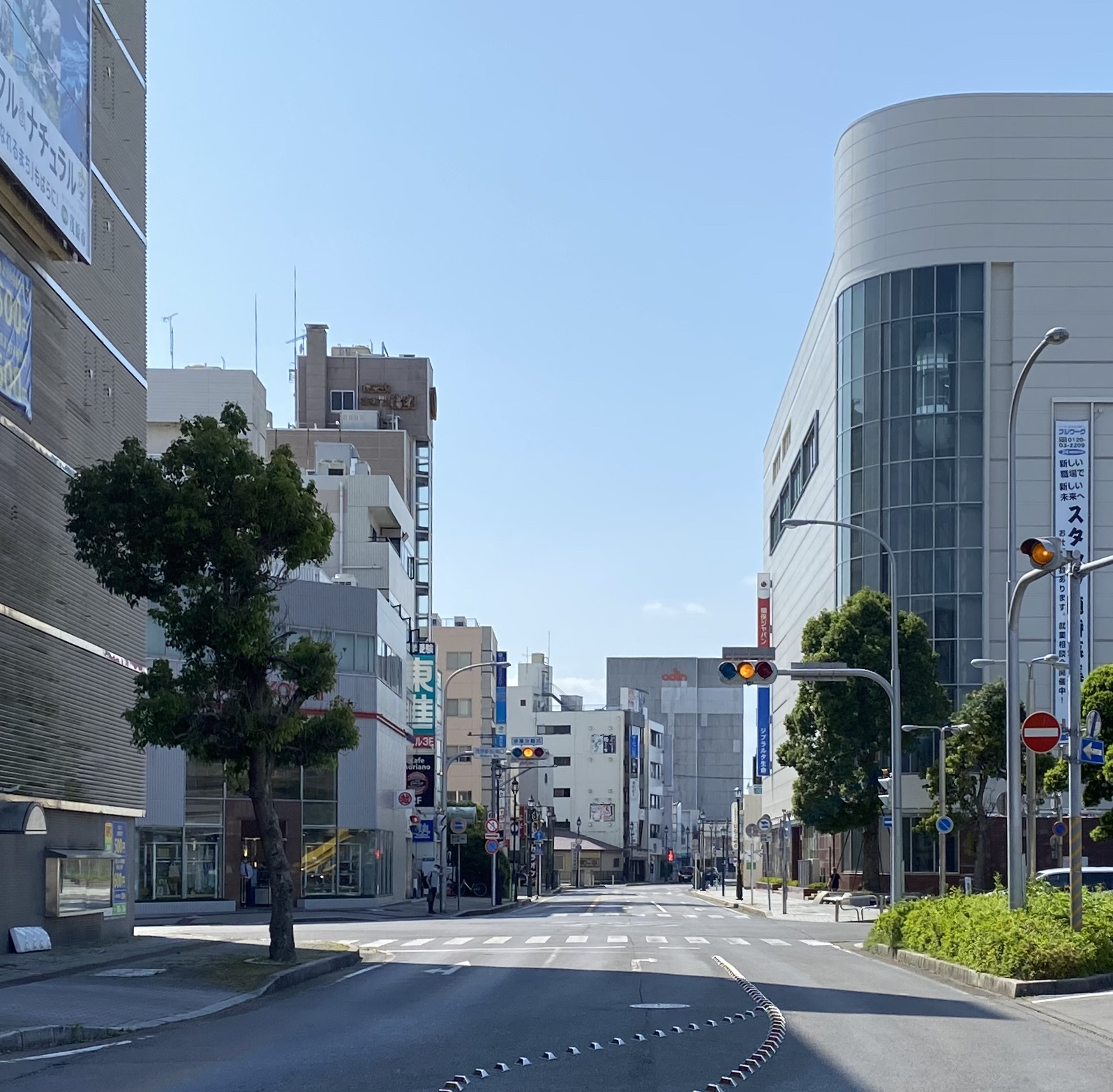
茂原駅前通り

#### 百貨店
- 三越

#### 大型商業施設
- 茂原ショッピングプラザアスモ
- 南総サンヴェルプラザ
- アルカード茂原
- ライフガーデン茂原
- 茂原セントラルモール
- 茂原マーケットプレイス
- カインズ茂原店(千葉県の旗艦店[20])
- イオン茂原店（取り壊し済み。建て替え工事、完成は未定。）

#### 金融
- りそな銀行
  - 茂原支店
- 千葉銀行
  - 茂原支店
  - 茂原南支店
  - 茂原東支店
- 千葉興業銀行
  - 茂原支店
- 京葉銀行
  - 茂原支店
  - 茂原緑ヶ丘支店
- 中央労働金庫
  - 茂原支店
- 房総信用組合
  - 茂原本部
  - 茂原支店
  - 町保支店
  - 本納支店

## 姉妹都市
- ソルズベリー市（オーストラリア連邦南オーストラリア州）
2002年5月25日茂原市制施行50周年記念式典に併せ、茂原市において「姉妹都市協定書」に本調印が行われた。茂原市とソルズベリー市は赤道を挟み緯度、経度がほぼ同じであり、面積、地形、人口規模等、共通点が多い。また、茂原市内の中学校と交流したり、ソルズベリー市と美術作品の交換、相互訪問が行われている。

## 地域

### 施設
- 郵便局
  - 茂原郵便局
- 文化施設
  - 茂原市立美術館・郷土資料館
  - 茂原市立図書館
  - 市民センター
- 運動施設
  - 茂原市市民体育館
  - 長生の森公園（長生の森公園野球場）
- 医療施設
  - 公立長生病院

### 教育
高等学校
- 公立
  - 千葉県立長生高等学校
  - 千葉県立茂原高等学校
  - 千葉県立茂原樟陽高等学校
- 私立
  - 茂原北陵高等学校

中学校
- 茂原市立茂原中学校
- 茂原市立早野中学校
- 茂原市立東中学校
- 茂原市立南中学校
- 茂原市立冨士見中学校
- 茂原市立本納中学校

小学校
- 茂原市立茂原小学校
- 茂原市立東部小学校
- 茂原市立東郷小学校
- 茂原市立中の島小学校
- 茂原市立五郷小学校
- 茂原市立萩原小学校
- 茂原市立本納小学校
- 茂原市立西小学校
- 茂原市立豊田小学校
- 茂原市立豊岡小学校
- 茂原市立二宮小学校
- 茂原市立鶴枝小学校

## 交通

### 鉄道路線
- 東日本旅客鉄道（JR東日本）
  - ■ 外房線
    - - 本納駅 - 新茂原駅 - 茂原駅 -

### バス路線
中心となるバス停留所：茂原駅

#### 高速バス
- 羽田空港・横浜ルート（小湊鉄道）
  - 茂原駅南口 - 市原鶴舞バスターミナル ⇔ 羽田空港第1ターミナル - 羽田空港第2ターミナル - 横浜駅東口（東京湾アクアライン経由）

#### 路線バス
- 小湊鉄道
- 茂原市民バス（コミュニティバス、小湊鉄道が運行を受託）

### 道路
- 高規格幹線道路
  - C4 首都圏中央連絡自動車道（圏央道）
    - - 茂原北インターチェンジ - 茂原長柄スマートインターチェンジ - 茂原長南インターチェンジ -
- 一般有料道路
  - 千葉外房有料道路(令和5年2月より県道)
- 一般国道
  - 国道128号
  - 国道409号（房総横断道路）
  - 茂原一宮道路（未完成）
- 主要地方道
  - 千葉県道13号市原茂原線
  - 千葉県道14号千葉茂原線（茂原街道）
  - 千葉県道21号五井本納線
  - 千葉県道31号茂原白子線
  - 千葉県道41号茂原停車場線
  - 千葉県道67号生実本納線（千葉外房有料道路）
  - 千葉県道84号茂原長生線
  - 千葉県道85号茂原夷隅線
- 一般県道
  - 千葉県道138号正気茂原線
  - 千葉県道139号茂原五井線
  - 千葉県道226号本納停車場線
  - 千葉県道293号茂原環状線
  - 茂原白子バイパス（建設中）
  - 千葉県道402号長生茂原自転車道線

## 名所・旧跡・観光スポット・祭事・催事

### 名所・旧跡
- 橘樹神社
  - 日本武尊が東征の際、橘の木を、東京湾に身を投げて海神の怒りを静めた弟橘媛の墓標としたのが由来とされる。式内社（小社）、上総国二宮。
- 藻原寺
  - 日蓮宗の古刹で創建は1276年（建治2年）。身延山久遠寺の系統で、東身延と称されている。本堂唐門向排彫刻は市指定文化財。1000年程前に真言宗の寺として創建されたが、1470年頃（文明2年）上総城主である酒井公の協力で現在の日蓮宗に改宗。境内に2種の樹木が共存する御神木がある。
- 鷲山寺
  - 法華宗本門流の四大本山の1つ。
- 如意輪寺
- 蓮福寺
- 茂原昇天教会
  - 下見板コロニアル風の木造平屋建単廊式の礼拝堂。国の登録有形文化財建造物。
- 下太田貝塚
- 本納城跡

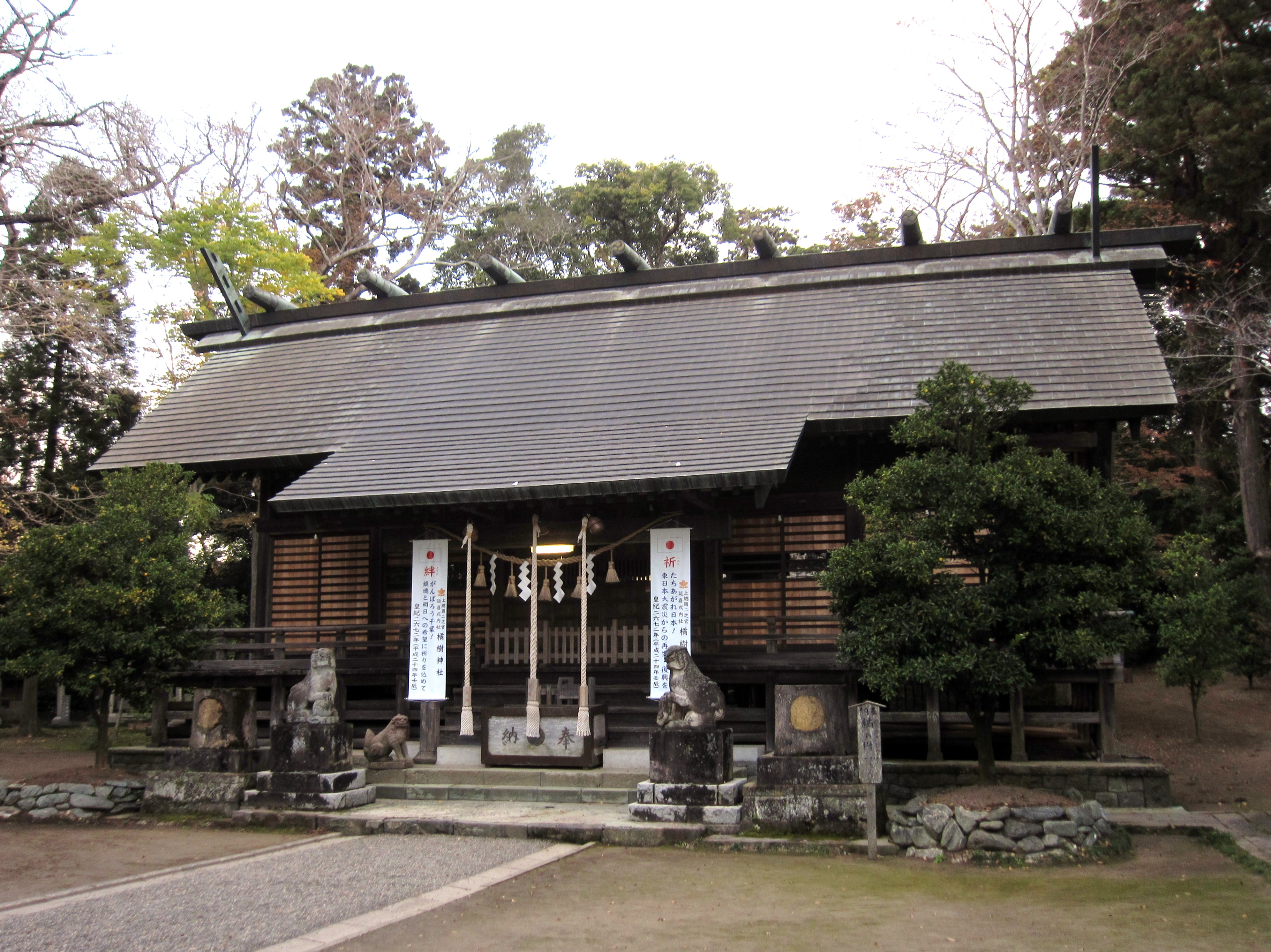
橘樹神社
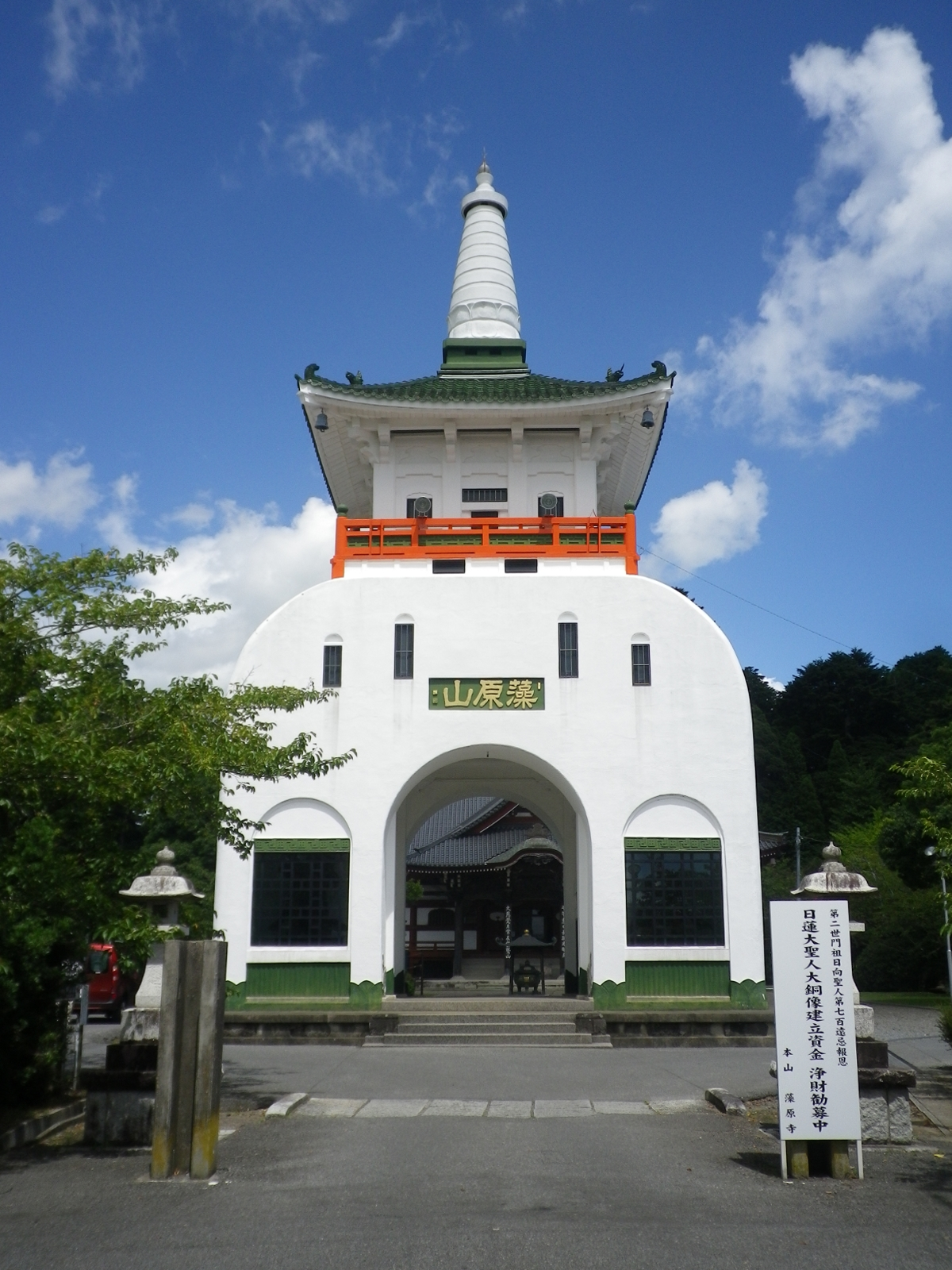
藻原寺
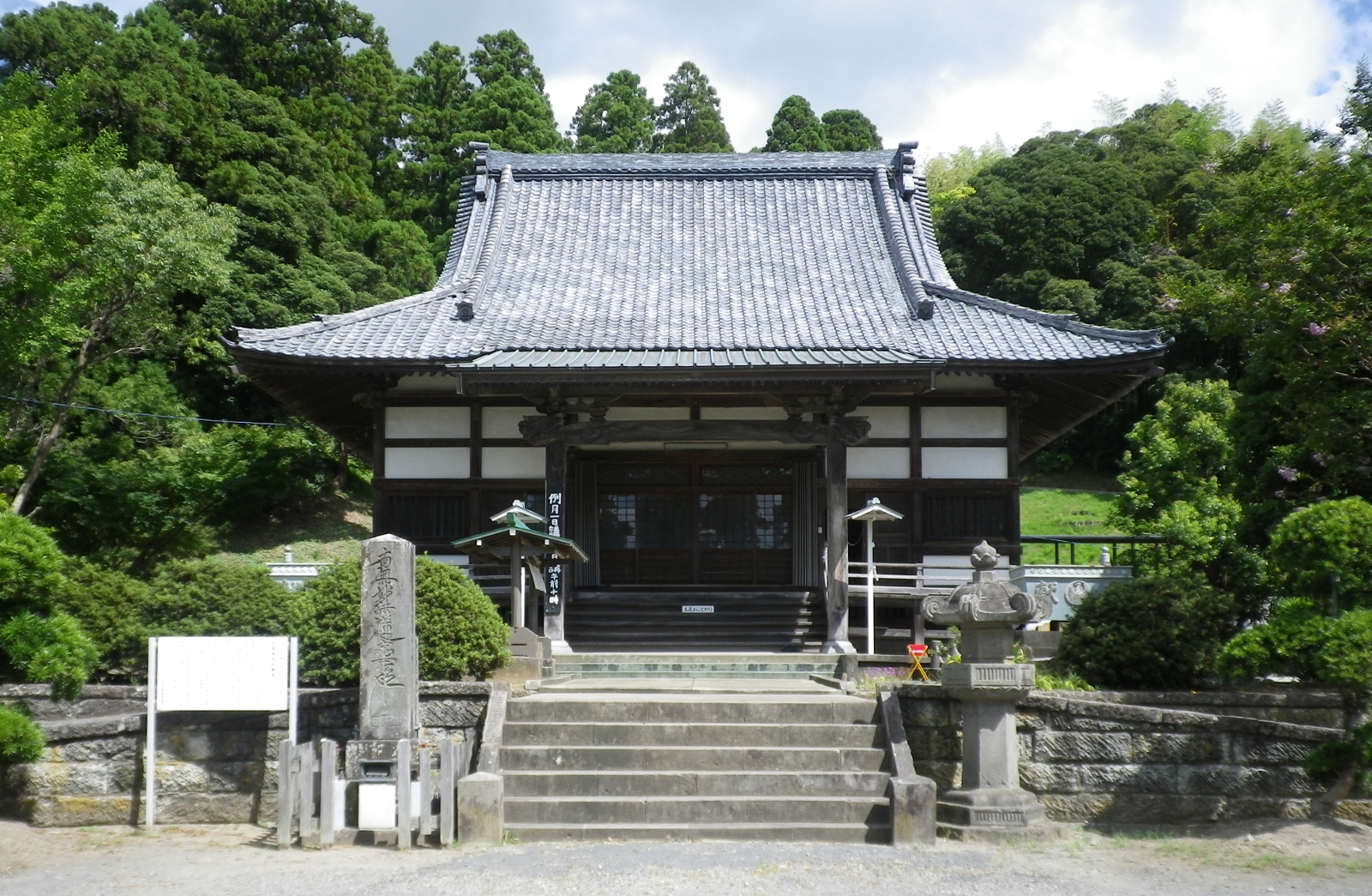
鷲山寺
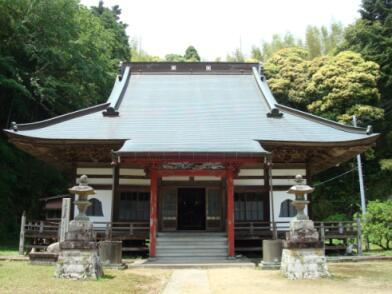
如意輪寺

### 観光スポット
- 茂原公園

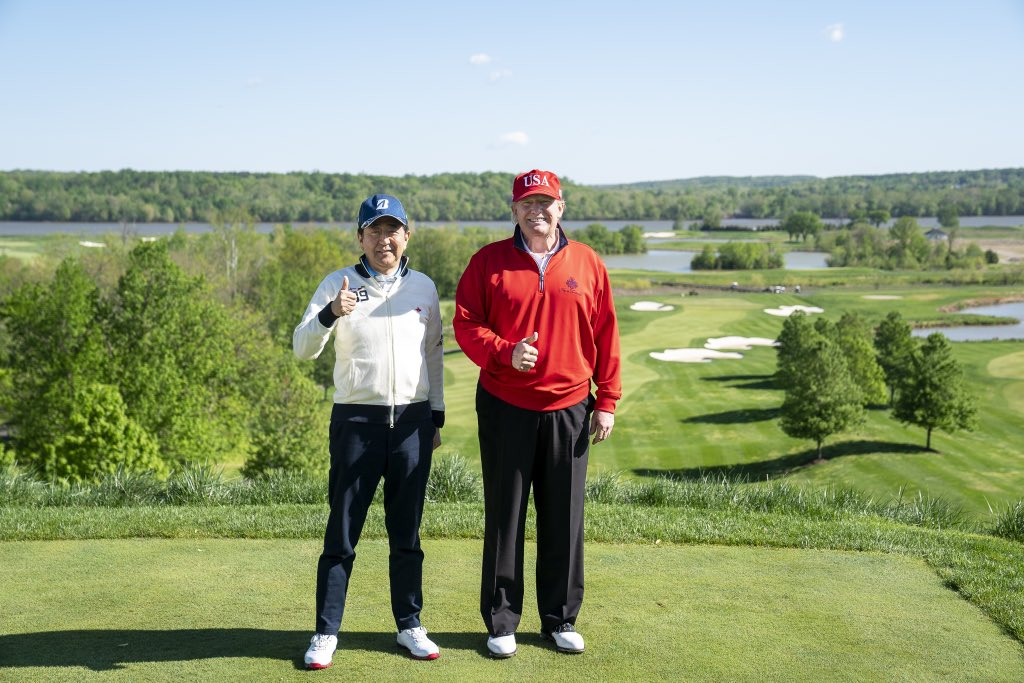
安倍晋三総理大臣とドナルド・トランプ大統領（2019年4月28日茂原カントリー倶楽部にて）

  - 園内には約2,650本の桜が植えられており、一般財団法人日本さくらの会選定の桜の名所100選に選定されている。
- レイクウッズガーデンひめはるの里
  - 総面積16万平方メートル。国の天然記念物「鶴枝ヒメハルゼミ発生地」のある八幡山麓の公園。
  - 2020年12月30日閉園
- 茂原牡丹園
  - 享保年間（1730年）の茅葺の加藤家住宅母屋（2003年度 登録有形文化財に登録）を中心に5,000平方メートルの圃場に牡丹250種2,500株、芍薬130種500株を養成している。開園時期は5月上旬まで。
- 服部農園あじさい屋敷
  - 開園期間は6月1日 - 7月上旬まで。
- 茂原・八積湿原（尼ヶ台総合公園湿生植物園）
  - 茂原市と長生郡長生村にかけて存在した湿原。湿地植物の一部は尼ヶ台総合公園湿生植物園（長生村）に移植されている。
- 茂原ツインサーキット
  - 千葉県下最大級のサーキット。東コース（全長1124メートル）、西コース（全長700メートル）の全2コース。JAF公認。
- 茂原カントリー倶楽部
- 玉川温泉

### 祭事・催事
- 桜まつり（3 - 4月）
- こいのぼりまつり（4 - 5月）
- 花菖蒲まつり（6月）
- 茂原七夕まつり（関東三大七夕祭り、7月）
- 菊花展・産業まつり（11月）

### 名物・名産
- くず餅
- 鯛ちょうちん
- もばらーめん（ご当地ラーメン）

### 文化財
国・県指定および国登録文化財一覧。
| 番号 | 指定・登録 | 類別                     | 名称                           | 所在地                                                                             | 所有者または管理者   | 指定年月日       | 備考       |
| ---- | ---------- | ------------------------ | ------------------------------ | ---------------------------------------------------------------------------------- | -------------------- | ---------------- | ---------- |
| 1    | 国指定     | 記念物（天然記念物）     | 鶴枝ヒメハルゼミ発生地         | 茂原市上永吉1012-1                                                                 | 八幡神社             | 昭和16年12月13日 |            |
| 2    | 県指定     | 有形文化財（彫刻）       | 木造釈迦如来立像               | 茂原市三ケ谷1361                                                                   | 永興寺               | 昭和39年4月28日  | 1躯        |
| 3    | 県指定     | 有形文化財（彫刻）       | 銅造阿弥陀如来及び両脇侍立像   | 茂原市中善寺644                                                                    | 行徳寺               | 昭和57年4月6日   | 3躯        |
| 4    | 県指定     | 有形文化財（工芸品）     | 梵鐘（応永十六年在銘）         | 茂原市下太田1516                                                                   | 万光寺               | 昭和33年4月23日  | 1口        |
| 5    | 県指定     | 有形文化財（工芸品）     | 鋳銅鰐口（文明十年在銘）       | 茂原市茂原1021                                                                     | 藻原寺               | 昭和57年4月6日   | 1口        |
| 6    | 県指定     | 有形文化財（工芸品）     | 鋳銅鰐口（応永十六年在銘）     | 茂原市立美術館・郷土資料館                                                         | 橘神社               | 昭和57年4月6日   | 1口        |
| 7    | 県指定     | 有形文化財（古文書）     | 天正検地帳                     | 船橋市、成田市、香取市、銚子市、匝瑳市、茂原市、君津市、木更津市、酒々井町、東庄町 | 船橋市他             | 昭和57年4月6日   | 18件・71冊 |
| 8    | 県指定     | 有形文化財（古文書）     | 橘木社文書（10通）             | 茂原市本納2691                                                                     | 橘樹神社             | 平成1年3月10日   | 2巻        |
| 9    | 県指定     | 有形文化財（考古資料）   | 国府関遺跡出土の木製品         | 茂原市立美術館・郷土資料館                                                         | 茂原市               | 平成18年3月14日  | 93点       |
| 10   | 県指定     | 有形文化財（歴史資料）   | 一宮藩の大筒                   | 茂原市立美術館・郷土資料館他                                                       | 茂原市教育委員会他   | 平成7年3月14日   | 2挺        |
| 11   | 県指定     | 無形民俗文化財           | 上総十二社祭り                 | 茂原市・いすみ市・一宮町・睦沢町・長生村                                           | 上総十二社祭り保存会 | 平成15年3月28日  |            |
| 12   | 県指定     | 記念物（史跡）           | 荻生徂徠勉学の地               | 茂原市本納                                                                         | 個人                 | 昭和32年10月21日 |            |
| 13   | 県指定     | 記念物（史跡）           | 宮ノ台遺跡                     | 茂原市綱島                                                                         | 個人                 | 昭和53年2月28日  |            |
| 14   | 国登録     | 登録有形文化財（建造物） | 茂原昇天教会                   | 茂原市茂原581                                                                      | 日本聖公会横浜教区   | 平成11年7月8日   | 1件        |
| 15   | 国登録     | 登録有形文化財（建造物） | 加藤家住宅（茂原牡丹園）主屋他 | 茂原市山崎210                                                                      | 個人                 | 平成15年7月1日   | 2件        |

## 出身有名人
- 相川友希（元SDN48）
- 青野春秋（漫画家）
- 秋葉長正（日本画家）
- 杏子 (ミュージシャン)
- 石井菊次郎（大正 - 昭和の外交官、外務大臣、子爵）
- 石井準一（参議院議員）
- 石橋英子（音楽家、ドラマー）
- 井上雄介（プロ野球選手、東北楽天ゴールデンイーグルス）
- 鵜沢総明（衆議院議員、貴族院議員、明治大学総長、東京裁判における日本側弁護団長）
- 梅田芳穂（ポーランド民主化運動家）
- 大川雅大（俳優）
- 小倉優子（タレント。かつては「こりん星」出身を自称）
- 風戸裕（レーシングドライバー）
- 川野直輝（俳優/ミュージシャン）
- 鬼島和希（サッカー選手、アスルクラロ沼津）
- ぐーがる。（茂原市が拠点のご当地アイドルグループ）[22][23]
- 工藤祐巌（民法学者/明治大学教授）
- 小林通孝（声優）
- 酒井彩名 (タレント）
- 庄司陽子（漫画家）
- 白鳥澄夫（ミュージシャン、ジャッキー吉川とブルーコメッツ）
- 白鳥庫吉（東洋史学者）
- 白鳥敏夫（外交官）

- すずき円香（歌手）
- 高梨裕稔（プロ野球選手、東京ヤクルトスワローズ）
- 戸田川鷲之助（元大相撲力士、玉垣部屋→錣山部屋）
- 長田昌浩 元プロ野球選手、オリックス・バファローズ）
- ヒライシカズ美（女優/グラビアアイドル/ネットアイドル）
- 福元淳史（プロ野球選手、福岡ソフトバンクホークス）
- 藤真拓哉（漫画家、イラストレーター）
- まり（歌手、つしまみれ）
- mini-chu!!!（みにっちゅ。茂原市が拠点のご当地アイドルグループ）[24][25]
- 吉井秀仁（競輪レポーター/元競輪選手）
- 吉野利弘（英語学者/立教大学名誉教授）